# Saison 2024-2025 de la Section paloise
Cette page présente la saison 2024-2025 de la Section paloise en Top 14 et en Challenge Cup.

## La saison

### Top 14

#### Phase aller
Lors de la 1re journée, la Section paloise se déplace au stade Marcel-Michelin pour y défier l'ASM Clermont. La première mi-temps est équilibrée avec un essai transformé de part et d'autre, Joe Simmonds pour la Section et Killian Tixeront pour l'ASM. Une pénalité de Benjamín Urdapilleta en début de match sépare les deux équipes à la mi-temps, 7 à 10. La deuxième mi-temps en revanche est à sens unique, les palois encaissent quatre essais par Rob Simmons, Joris Jurand, Folau Fainga'a et un essai de pénalité. Les Béarnais n'inscrivent aucun point et s'inclinent lourdement 7 à 39.
Lors de la 2e journée, les Palois reçoivent au stade du Hameau le voisin basque de l'Aviron bayonnais. Camille Lopez ouvre le score à la 7e minute d'une pénalité (ce sont les seuls points bayonnais en 1re mi temps). Dix minutes plus tard, Joe Simmonds égalise d'une pénalité, puis Thibault Daubagna (22e minute) et Rémi Picquette (27e minute) inscrivent deux essais transformés par Simmonds. À la mi-temps, les Palois mènent 20 à 3. En deuxième mi temps, c'est un festival d'essais avec cinq essais du côté palois par Jack Maddocks, une nouvelle fois Thibault Daubagna, Aymeric Luc par deux fois et Lekima Tagitagivalu contre quatre essais bayonnais par Tom Spring, Sireli Maqala, Maxime Machenaud et Xan Mousques. Finalement, les Palois s'imposent 51 à 29 avec le bonus offensif.
Lors de la 3e journée, la Section paloise se déplace au stade Marcel-Deflandre pour y défier le Stade rochelais. Un match à sens unique où les Béarnais subissent le jeu rochelais et encaissent huit essais dont trois inscrits par Dillyn Leyds. La Section s'incline lourdement pour la deuxième fois de la saison à l'extérieur sur le score de 25 à 49. À noter que le jeune australien Paulo Tauiliili-Pelesasa a vécu sa première titularisation en Top 14.
Lors de la 4e journée, la Section paloise reçoit le Stade français Paris. Les Béarnais manquent complètement la première mi-temps avec seulement trois points de Joe Simmonds contre un essai transformé de Peniasi Dakuwaqa et deux pénalités de Zack Henry. Les Palois sont dominés dans tous les domaines (touche, mêlée, conquête) et butent sur la défense parisienne bien en place. La Section est menée 3 à 13 à la mi-temps. En deuxième mi-temps, la Section montre un autre visage et domine les débats. Les Palois inscrivent trois essais par Émilien Gailleton, Beka Gorgadze et Théo Attissogbe. Les Palois passent une grande partie des dix dernières minutes dans les 22 mètres parisien pour inscrire l'essai du bonus. À la 79e minute, Joe Simmonds inscrit le quatrième essai, synonyme de bonus offensif. Les palois s'imposent 30 à 16, infligeant ainsi un 27 à 3 au Stade français en seconde mi-temps.
Lors de la 5e journée, les Palois se déplacent au stade Aimé-Giral pour y défier l'USA Perpignan. Durant la première mi-temps, Antoine Aucagne inscrit une pénalité et un essai non transformé pour l'USAP. De son côté, les Palois inscrivent un essai transformé par l'intermédiaire de Clément Laporte, plus une pénalité de Joe Simmonds. À la mi-temps, les Palois mènent 10 à 8. Aucun point n'est inscrit durant la seconde mi-temps jusqu'à la 84e minute et une pénalité d'Antoine Aucagne qui donne la victoire 11 à 10 à l'USAP. Les Béarnais repartent avec le point de bonus défensif.
Lors de la 6e journée, la Section paloise reçoit le Castres olympique. La première mi-temps est à sens unique avec trois essais palois par Beka Gorgadze, Théo Attissogbe et Émilien Gailleton. À la pause, les Palois mènent 22 à 0. En revanche, la seconde mi-temps débute mal pour les Palois qui encaisse rapidement deux essais par Rémy Baget et Santiago Arata, le score n'est plus que de 22 à 12. À la 55e minute, Gailleton inscrit le quatrième essai palois. Puis, un essai de Pierre Colonna et un de Leone Nakarawa à la 76e minute, ramènent les castrais à quatre points de Pau. Une dernière pénalité de Thibault Daubagna scelle la rencontre par une victoire 33 à 26 de la Section paloise.
Lors de la 7e journée, les Palois reçoivent le Stade toulousain au Hameau. Dans un match accroché, les Béarnais inscrivent deux essais par Daniel Bibi Biziwu, son premier sous les couleurs paloises, et Thibault Daubagna. Les Toulousains en inscrivent trois par Jack Willis, Julien Marchand et Guillaume Cramont. La Section paloise s'incline 14 à 22.
Lors de la 8e journée, la Section se déplace au Stade Chaban-Delmas pour y défier l'Union Bordeaux Bègles. Les Palois ouvrent le score à la 12e minute par Thibault Daubagna mais l'avance béarnaise n'est que de courte durée car Maxime Lucu inscrit un essai à la 14e minute, transformé par Matthieu Jalibert. À la 26e minute, Maxime Lamothe inscrit le deuxième essai girondin, transformé par Jalibert. Thibault Daubagna réduit la marque à la 31e minute par une nouvelle pénalité. À la mi-temps, la Section est menée 6 à 14. En deuxième mi-temps, Louis Bielle-Biarrey inscrit un essai en bout de ligne qui n'est pas transformé. L'UBB s'impose 19 à 6 avec le bonus offensif.
Lors de la 9e journée, la Section reçoit le Racing 92. La première mi-temps est plutôt équilibré avec un essai de Rémi Picquette à la 12e minute et neuf points au pieds de Joe Simmonds contre deux pénalités de Dan Lancaster, la Section mène 13 à 6 à la pause. Dès le début de la deuxième mi-temps, Youri Delhommel et Rémi Picquette reçoivent un carton jaune et laissent leurs coéquipiers à 13. Durant cette infériorité numérique paloise, les Racingmen en profitent en inscrivant deux essais transformés par Boris Palu et Wame Naituvi, permettant au Racing de passer devant, 13 à 20. À la 60e minute, Joe Simmonds inscrit un essai et permet aux Palois de revenir à 20 partout. Mais Josua Tuisova et Sam James inscrivent deux autres essais en fin de match. La Section paloise s'incline 23 à 33 à domicile et enchaîne une troisième défaite consécutive.
Lors de la 10e journée, la Section se déplace au GGL Stadium pour y défier le Montpellier Hérault Rugby. En première mi-temps, les Palois n'inscrivent que trois points sur une pénalité de Joe Simmonds contre 17 points de Léo Coly avec trois pénalités et un essai transformé. À la pause, les Béarnais sont menés 3 à 17. Il ne se passe pas grand chose en seconde mi-temps jusqu'à l'essai de Yacouba Camara à la 76e minute, puis celui de Tyler Duguid à la 80e minute. Les Palois n'inscrivent aucun point en seconde période. Défaite paloise 3 à 30, la quatrième défaite consécutif pour le club.
Lors de la 11e journée, la Section paloise reçoit le Lyon OU. Léo Berdeu ouvre le score dès la 3e minute grâce à une pénalité. Joe Simmonds lui répond six minutes plus tard en égalisant. À la 23e minute, Jimi Maximin inscrit le premier essai de sa carrière en Top 14, transformé par Simmonds. Davit Niniashvili marque un essai à la 30e minute, non transformé. Un pénalité de plus de Simmonds et les Palois mènent 13 à 8 à la mi temps. En seconde mi-temps, Simmonds inscrit trois pénalités et transforme l'essai de Guram Papidze à la 71e minute. Niniashvili inscrit son deuxième essai du match à la 60e minute, transformé par Martin Méliande. Les Palois renouent avec la victoire, 29 à 15, après quatre défaites et sortent de la zone de relégation.
Lors de la 12e journée, la Section paloise se déplace au stade Mayol pour y affronter le RC Toulon. Baptiste Serin ouvre le score par une pénalité à la 8e minute, puis deux minutes plus tard, Mattéo Le Corvec inscrit le premier essai du match, transformé par Serin. À la 14e minute, Joe Simmonds réduit le score par une pénalité mais trois minutes après, Gianmarco Lucchesi inscrit le deuxième essai toulonnais, transformé par Serin. Thibault Daubagna inscrit un essai à la 24e minute, transformé par Simmonds. Gaël Dréan marque le troisième essai des Varois à la 30e minute, transformé par Serin. À la mi-temps, les Palois sont au contact avec un score de 13 à 24. En revanche, la seconde mi-temps est plus compliquée avec quatre nouveaux essais toulonnais par Gabin Villière (62e, 67e), Kyle Sinckler (73e) et Gaël Dréan (76e) contre deux pour les Palois par Aymeric Luc (51e) et Jack Maddocks (64e). Les Palois s'inclinent lourdement 25 à 56 et laisse le bonus offensif aux toulonnais.
Lors de la 13e journée, la Section, avant-dernière du championnat, reçoit la lanterne rouge, le RC Vannes. Le début de match est dominé par les Bretons avec un essai de l'ancien joueur palois et formé au club, Thibault Debaes, et transformé par lui-même. Les Béarnais reprennent des couleurs après le quart d'heure de jeu et inscrivent un essai par Jack Maddocks (18e minute). Avec une pénalité de Simmonds pour Pau et une de Debaes, à la 23e minute, les deux équipes sont à égalité, 10 à 10. C'est là que les Palois haussent le ton avec une fin de première mi-temps sous contrôle avec deux essais d'Aaron Grandidier-Nkanang (26e minute) et d'Aymeric Luc à la sirène. Les hommes de Sébastien Piqueronies virent en tête, 27 à 10, à la pause. La deuxième mi-temps est à sens unique avec trois nouveaux essais palois par Maddocks, Beka Gorgadze et Axel Desperes, tous transformés par Simmonds contre deux essais vannetais de Simon Augry et Romaric Camou (le dernier sur la sirène). Les Palois s'imposent 48 à 24, avec le bonus offensif et se redonnent de l'air.
La Section paloise termine la phase aller à la 10e place avec 24 points (cinq victoires et huit défaites).

#### Phase retour
Lors de la 14e journée, la Section paloise se déplace au stade Pierre-Fabre pour affronter le Castres olympique. Un début de match très équilibré avec une équipe paloise qui mène 6 à 0 au bout de 20 minutes de jeu grâce à deux pénalités de Joe Simmonds. À la 25e minute, le capitaine castrais, Mathieu Babillot, inscrit le premier essai du match, transformé par Jérémy Fernandez et permet à Castres de passer devant, 6 à 7. Une pénalité de Fernandez et un drop de Pierre Popelin contre une nouvelle pénalité de Simmonds concluent la première mi-temps sur le score de 9 à 16 pour les Tarnais. La seconde mi-temps reste sur la même dynamique avec un essai de chaque côté, Julien Dumora (47e minute) et Aaron Grandidier-Nkanang (70e minute). Les Castrais s'imposent 24 à 19 mais les Palois ramènent le point de bonus défensif et enchaînent une septième défaite à l'extérieur en autant de match cette saison.
Lors de la 15e journée, la Section paloise reçoit l'ASM Clermont. La première mi-temps n'est pas très relevée et se termine sur le score de 3 à 0 pour les Palois grâce à une pénalité de Joe Simmonds à la 34e minute. En seconde mi-temps, Anthime Hemery entre en jeu à la reprise et inscrit le premier essai du match deux minutes plus tard, transformé par Anthony Belleau. Les Clermontois prennent l'avantage mais Joe Simmonds réduit la marque à 6 à 7 trois minutes après l'essai auvergnat. Théo Attissogbe inscrit un essai transformé à la 53e minute, puis un essai de pénalité à la 60e minute. Les Béarnais mènent 20 à 7. Juste avant la fin du match, Pierre Fouyssac inscrit un essai transformé par Benjamín Urdapilleta. La Section paloise s'impose 20 à 14.
Lors de la 16e journée, la Section paloise se déplace au stade Jean-Bouin pour y défier le Stade français Paris. Les Béarnais réalisent une bonne première mi-temps avec deux essais d'Émilien Gailleton, transformés par Joe Simmonds et une pénalité de ce dernier. Côté parisien, Sekou Macalou inscrit un essai, transformé par Zack Henry, qui inscrit également une pénalité. À la pause, Pau mène 20 à 10. En deuxième période, les Franciliens inscrivent quatre essais par Macalou, Peniasi Dakuwaqa, Paul Gabrillagues et Lucas Peyresblanques. Les Palois en inscrivent deux par Clément Mondinat et Romain Ruffenach. Les Palois s'inclinent 37 à 39 et repartent avec le point de bonus défensif.
Lors de la 17e journée, la Section paloise reçoit au Hameau l'USA Perpignan sous une pluie battante. L'USAP prend le score en début de rencontre avec deux pénalités de Valentin Delpy. La première demi-heure est en faveur des Catalans. Mais à la 34e minute, Romain Ruffenach inscrit le premier essai du match, transformé par Joe Simmonds, et permet aux Palois de prendre l'avantage, 7 à 6. Une pénalité de Simmonds fait que Pau mène 10 à 6 à la mi temps. En deuxième période, l'ouvreur anglais inscrit deux pénalités supplémentaires, puis à la 79e minute, Aaron Grandidier-Nkanang inscrit un deuxième essai transformé. Les Palois s'imposent 23 à 6.
Lors de la 18e journée, les Palois se déplacent à la Paris La Défense Arena pour y affronter le Racing 92. Ce sont les Franciliens qui prennent le début du match avec une pénalité de Nolann Le Garrec à la 8e minute et l'essai transformé de Sam James à la 16e minute. Après vingt minutes de jeu, le Racing mène 10 à 0 sur sa pelouse. Il faut attendre la 21e minute pour voir Joe Simmonds passer les trois premiers points palois, puis de nouveau trois points dix minutes plus tard. Juste avant la mi-temps, Émilien Gailleton inscrit un essai transformé et permet aux Béarnais de mener 13 à 10 à la pause. En deuxième mi-temps, les Racingmen sont fortement pénalisés et offrent 12 points au pied aux visiteurs et un drop de Joe Simmonds. En revanche, les deux équipes vont inscrire trois essais chacune en seconde période par Harry Williams, Émilien Gailleton et Aaron Grandidier-Nkanang pour les Palois et Vinaya Habosi et Tristan Tedder par deux fois pour le Racing. Les Palois signent leur première victoire à l'extérieur en Top 14 de la saison sur le score de 47 à 29.
Lors de la 19e journée, la Section paloise reçoit le Montpellier HR. Après une pénalité de chaque côté par Joe Simmonds (Pau) et Hugo Reus (Montpellier), Cobus Reinach inscrit le premier essai du match à la 16e minute, puis Gabriel N'Gandebe en inscrit un deuxième dix minutes plus tard. Après 26 minutes de match, et une domination du match, le MHR mène 3 à 13. Deux minutes après l'essai montpelliérain, sur le coup d'envoi, Aaron Grandidier-Nkanang inscrit le premier essai palois, transformé par Simmonds. Le match s'équilibre mais à cinq minutes de la fin de la première période, les Montpelliérains enchaînent les fautes avec deux cartons jaunes reçus coup sur coup pour Tyler Duguid et Yacouba Camara, permettant ainsi aux Palois d'inscrirent deux essais par Romain Ruffenach et un essai de pénalité. À la pause, Pau mène 24 à 18. La deuxième mi-temps voit trois essais de Montpellier par Billy Vunipola, Arthur Vincent et N'Gandebe contre le premier essai en Top 14 de Fabien Brau-Boirie pour les Béarnais et des pénalités de Simmonds. À la 77e minute, Montpellier mène 35 à 34. À la 78e minute, Joe Simmonds inscrit une pénalité, redonnant l'avantage aux locaux, 37 à 35. Juste avant la sirène de fin de match, Anthony Bouthier inscrit une pénalité, le MHR reprend les devants, 37 à 38. Sur le coup d'envoi, Thomas Jolmès récupère le ballon et après une série de pick and go sous les poteaux héraultais, Joe Simmonds inscrit le drop de la victoire pour les palois après la sirène sur le score de 40 à 38.
Lors de la 20e journée, les Palois se déplacent au stade Ernest-Wallon pour y défier le Stade toulousain. Le match est à sens unique pour les locaux qui inscrivent huit essais contre un essai de pénalité pour les Palois. Les Béarnais s'inclinent sur le score de 10 à 55.
Lors de la 21e journée, la Section paloise reçoit l'Union Bordeaux Bègles. La première mi-temps se joue uniquement au pied avec trois pénalités d'Axel Desperes et deux de Joey Carbery. À la mi-temps, Pau mène 9 à 6. Dès le début de la seconde période, Desperes réussit une pénalité mais dans la minute qui suit, sur le coup d'envoi, les avants bordelais transpercent la défense béarnaise et Sipili Falatea inscrit un essai transformé par Carbery. Les Girondins reprennent l'avantage, 12 à 13. Deux minutes plus tard, Desperes redonne l'avantage aux Palois avec une pénalité, 15 à 13. Puis, à la 53e minute, soit trois minutes après, Carbery redonne l'avantage aux Bordelais, 15 à 16. Le chassé-croisé continue cinq minutes plus tard avec l'essai de Jimi Maximin, transformé par Desperes. La Section mène 22 à 16. A la 68e minute, Louis Bielle-Biarrey conclue un contre bordelais initié par Pablo Uberti et transformé par Carbery. Les Bordelais repassent devant, 22 à 23. Une dernière pénalité de Carbery juste avant la sirène scelle définitivement le match avec une défaite paloise sur le score de 22 à 26. Les Palois se consolent avec le point de bonus défensif.
Lors de la 22e journée, la Section paloise se déplace à Saint-Sébastien au stade d'Anoeta pour affronter l'Aviron bayonnais. Le match commence très bien pour les Palois avec l'essai de Lucas Rey (dont c'est le premier match depuis six mois) à la 4e minute, transformé par Desperes. Les Bayonnais inscrivent deux essais par Arthur Iturria (10e minute) et Manu Tuilagi (26e minute), transformés par Joris Segonds. Une pénalité de Desperes et une de Segonds portent le score à 10 à 17 pour les Basques à la mi-temps. En deuxième période, Rodrigo Bruni inscrit un troisième essai, transformé par Camille Lopez. Axel Desperes inscrit trois pénalités en deuxième période portant le score à 24 à 19 à la 70e minute. Juste derrière, Lopez inscrit une pénalité, poussant les Palois à moins huit points. À la 80e minute, Desperes manque la pénalité pour entrer dans le bonus défensif. Mais deux minutes plus tard, il réussit une pénalité, permettant aux Palois de repartir avec le bonus défensif et une défaite 22 à 27.
Lors de la 23e journée, la Section paloise se déplace au Matmut Stadium pour défier le Lyon OU. Martin Méliande ouvre le score dès la 3e minute pour le LOU grâce à une pénalité. Le reste de la première mi-temps est en faveur des Palois avec quatre essais par Lucas Rey, Reece Hewat, Rémi Picquette et Théo Attissogbe. Un essai lyonnais par Yanis Charcosset limite l'écart à la mi-temps de 10 à 26 en faveur de Pau. La deuxième période s'inverse avec une domination lyonnaise avec trois essais d'Alexandre Tchaptchet (2 essais) et Guillaume Marchand. À cinq minutes de la fin du match, les Lyonnais viennent de passer un 17 à 0 aux Béarnais et mènent 27 à 26. Mais Thibault Daubagna inscrit la pénalité de la gagne à quatre minutes de la fin de la rencontre. La Section paloise s'impose 29 à 27 et signe sa deuxième victoire de la saison à l'extérieur en Top 14.
Lors de la 24e journée, la Section paloise reçoit le RC Toulon. Les joueurs palois ont un coup de chaud dès la première minute du match avec un essai toulonnais de Jules Danglot mais il est annulé en raison d'un en avant de passe entre Duncan Paia'aua et Leicester Fainga'anuku. Le reste de la première mi-temps est paloise avec deux essais par Lekso Kaulashvili et Émilien Gailleton, transformés par Joe Simmonds. Deux pénalités viennent conclure la marque de cette mi-temps. À la pause, les Palois mènent 20 à 0. En deuxième période, Tumua Manu (48e minute) inscrit un troisième essai mais les Palois montrent plus de fébrilité et encaissent deux essais coup sur coup par Melvyn Jaminet (55e minute) et Gabin Villière (58e minute). En trois minutes, Toulon revient à 14 à 25. À cinq minutes de la fin du match, Kyle Sinckler inscrit un nouvel essai pour Toulon, ramenant son équipe à quatre points des Béarnais. Finalement, la Section paloise s'impose 25 à 21 et remonte à la 9e place du classement à deux points du top 6.
Lors de la 25e journée, la Section paloise se déplace au stade de la Rabine pour y défier le RC Vannes. Après cinq minutes de jeu, les Vannetais inscrivent un essai grâce à Matthieu Uhila. Mais quatre minutes plus tard, Fabien Brau-Boirie leur répond avec un essai. Pour le reste de la première mi-temps, Maxime Lafage pour Vannes et Émilien Gailleton pour Pau inscrivent un essai chacun, plus une pénalité de Joe Simmonds. À la pause, les Béarnais mènent 17 à 12. En seconde période, John Porch et Phil Kite inscrivent chacun un essai pour Vannes, tandis que que les Palois inscrivent quatre essais par Reece Hewat, Gailleton, Thé Attissogbe et Thomas Jolmès. À la sirène de fin de match, les Palois sont nettement devant au tableau d'affichage mais ils n'ont pas le bonus offensif, nécessaire pour eux afin de pouvoir encore espérer jouer les phases finales du Top 14. À la 82e minute, Thomas Souverbie transperce la défense bretonne et renverse John Porch à l'impacte pour aller inscrire l'essai du bonus offensif. Les Palois s'imposent 52 à 26 avec le bonus, remontent à la 8e place du classement et se retrouvent à cinq points du Stade rochelais (6e et dernier barragiste), leur prochain adversaire.
Lors de la 26e journée, la Section paloise reçoit le Stade rochelais. Antoine Hastoy ouvre le score à la 6e minute par une pénalité pour les Rochelais. Tumua Manu redonne l'avantage aux Palois grâce à un essai non transformé à la 16e minute. Dix minutes plus tard, Joe Simmonds accentue l'avance palois par une pénalité. Mais juste avant la mi-temps, Reda Wardi inscrit un essai transformé par Hastoy. À la pause, Pau est mené 8 à 10. En seconde période, les Palois accélèrent avec trois essais de Thibault Daubagna, Carwyn Tuipulotu et Émilien Gailleton contre un essai rochelais par Hoani Bosmorin. La Section s'impose 32 à 18 et termine la saison par quatre victoires consécutives.
La Section paloise termine la saison à la 8e place du championnat.

### EPCR Challenge Cup

#### Phase de groupe
Pour la Challenge Cup, la Section paloise est dans la poule 2 avec le Montpellier HR, les Newcastle Falcons, le Dragons RFC, les Lions et les Ospreys.
Pour la 1re journée de la Challenge Cup, la Section paloise s'impose sur sa pelouse 32 à 19 face aux Newcastle Falcons. Les Béarnais ont inscrit tout d'abord trois essais par Aaron Grandidier-Nkanang (17e minute), Jimi Maximin (53e minute) et Youri Delhommel (64e minute), contre deux essais d'Ollie Fletcher (en) (14e et 44e minutes) et un essai de Freddie Lockwood (59e minute). À la 80e minute, sur un cafouillage de l'attaque anglaise, Eliott Roudil intercepte et inscrit le quatrième essai palois, synonyme de bonus offensif.
Pour la 2e journée de la Challenge Cup, la Section paloise se déplace en Afrique du Sud pour y défier les Lions à l'Emirates Airlines Park. Le match est retardé d'une heure en raison de violents orages et il est également interrompu durant un moment à cause de la météo. La première mi-temps est très serrée avec trois essais pour les Lions par Edwill van der Merwe (13e), Morné van den Berg (21e) et PJ Botha (en) (40e) contre un essai de Dan Jooste (10e) et trois pénalités d'Axel Desperes. À la mi-temps, les Palois sont menés 16 à 19. À la reprise, Desperes inscrit un essai à la 45e minute, permettant aux Béarnais de reprendre l'avantage. Mais un essai de pénalité à la 50e minute redonne l'avantage aux Sud-Africains. Juan Schoeman (en) (52e) et Ruben Schoeman (en) (62e) font prendre le large aux Lions avec deux essais transformés, 23 à 40. Romain Ruffenach réduit la marque à la 64e minute par un essai non transformé. Josselin Bouhier inscrit le quatrième essai palois à cinq minutes de la fin du match, synonyme de bonus offensif. La Section paloise s'incline 35 à 43 mais ramène le point du bonus offensif d'Afrique du Sud et conserve sa deuxième place au classement de la poule. Ce match est marqué par le premier match professionnel de Quentin Valentino et d'Alexandre Etchebehere.
Pour la 3e journée de Challenge Cup, la Section paloise se déplace à Newport au pays de Galles pour y défier le Dragons RFC. La première mi temps manque d'intensité et les Palois inscrivent trois pénalités par Axel Desperes contre une pénalité de Lloyd Evans (en) et un essai non transformé d'Aaron Wainwright. À la mi-temps, les Palois mènent 9 à 8. La deuxième période reste sur le même rythme que la première avec deux essais palois par Clément Mondinat et Dan Jooste. Les Gallois inscrivent leurs premiers points de la seconde mi-temps à la 78e minute grâce à un essai de Rio Dyer, transformé par Lloyd Evans. Finalement, la Section paloise s'impose 24 à 15 et signe sa première victoire à l'extérieur de la saison, toutes compétitions confondues.
Pour la 4e journée de Challenge Cup, la Section paloise reçoit les Gallois des Ospreys. La première mi-temps est plutôt équilibré avec deux essais transformés palois par Théo Attissogbe et le premier essai en professionnel de Fabien Brau-Boirie contre un essai gallois par Ryan Conbeer (en). À la pause, les palois mènent 14 à 7. Dès la reprise, Evardi Boshoff (en) inscrit un essai transformé par Dan Edwards et permet aux Ospreys de revenir à égalité. Puis à la 55e minute, Jac Morgan donne l'avantage aux Gallois avec un essai non transformé. Dix minutes plus tard, l'arbitre accorde aux Béarnais un essai de pénalité qui redonne l'avantage aux Palois, 21 à 19. Quelques minutes plus tard, Eliott Roudil inscrit un nouvel essai transformé par Axel Desperes, permettant aux locaux de mener de neuf points à dix minutes de la fin du match. Mais les dix dernières minutes sont à l'avantage des gallois avec deux essais par Dan Edwards et Luke Davies (en), donnant la victoire aux Gallois sur le score de 31 à 28. Les Palois prennent néanmoins les points de bonus offensif et défensif.
La Section paloise termine 3e de la poule B avec 12 points et est qualifiée pour les phases finales.

#### Phases finales
En huitième de finale, la Section paloise reçoit Bath Rugby au Hameau. Le match commence très mal pour les Béarnais qui encaissent un essai dès la 2e minute par Will Muir. À la 19e minute, Axel Desperes ouvre le score pour les Palois avec une pénalité mais trois minutes plus tard, Joe Cokanasiga inscrit le deuxième essai anglais. La Section paloise se relève rapidement et inscrit un essai par l'intermédiaire de Carwyn Tuipulotu à la 27e minute. Mais cette embellie n'est que de courte durée car les Anglais inscrivent deux nouveaux essais avant la mi-temps par Beno Obano et Josh Bayliss. À la pause, Bath mène 10 à 28. La seconde mi-temps débute comme le match avec un essai de Tom Dunn, trois minutes après la reprise. À la 55e minute, Sam Underhill est expulsé pour un plaquage haut sur Aymeric Luc. Les Palois se retrouvent à 15 contre 14 jusqu'à la fin du match. Mais deux minutes après l'expulsion, Ruaridh McConnochie conclue une contre-attaque éclaire anglaise. Le score est alors de 10 à 42. Pour sauver l'honneur, Fabien Brau-Boirie inscrit deux essais rapidement, transformés par Desperes. Miles Reid (en) conclue le match par un septième essai, transformé comme les six autres par Ciaran Donoghue (en). La Section paloise s'incline 24 à 49.
La Section paloise est éliminée en huitième de finale.

## Transferts et prolongations

### Transfert avant le début de la saison
Transferts d'avant saison de la Section paloise :

### Transfert pendant la saison
- Tom Franklin s'engage en septembre 2024 en tant que joueur supplémentaire[35].
- Dan Jooste s'engage en octobre 2024 en tant que joker médical de Lucas Rey[36]. Il quitte la Section paloise début avril 2025 au retour de Lucas Rey.
- Carwyn Tuipulotu s'engage en février 2025 en tant que joker médical de Jimi Maximin[37].

## Effectif professionnel

### Effectif
| Poste            | Nom                      | Âge               | Equipe nationale | Provenance                  | Contrat   | JIFF |
| ---------------- | ------------------------ | ----------------- | ---------------- | --------------------------- | --------- | ---- |
| Pilier           | Daniel Bibi Biziwu       | 29 août 2001      | France -20       | ASM Clermont                | 2027      | ✔️   |
| Pilier           | Ignacio Calles           | 24 octobre 1995   | Argentine        | Liceo Naval                 | 2025      | ✔️   |
| Pilier           | Lekso Kaulashvili        | 27 août 1992      | Géorgie          | Union Bordeaux Bègles       | 2027      | ✔️   |
| Pilier           | Guram Papidze            | 19 mai 1997       | Géorgie          | Stade rochelais             | 2025      | ✔️   |
| Pilier           | Hugo Parrou              | 28 janvier 2003   | France -20       | Stado Tarbes PR             | 2025      | ✔️   |
| Pilier           | Rémi Sénéca              | 1er janvier 1995  | -                | RC Vannes                   | 2025      | ✔️   |
| Pilier           | Siate Tokolahi           | 16 mars 1992      | Tonga            | Highlanders                 | 2025      | ❌   |
| Pilier           | Harry Williams           | 1er octobre 1991  | Angleterre       | Montpellier HR              | 2025+1    | ❌   |
| Pilier           | Jon Zabala               | 26 novembre 1996  | Espagne          | AS Béziers                  | 2027      | ✔️   |
| Talonneur        | Youri Delhommel          | 6 mars 1996       | -                | Montpellier HR              | 2025      | ✔️   |
| Talonneur        | Lucas Rey                | 27 avril 1997     | France -20       | Formé au club               | 2027      | ✔️   |
| Talonneur        | Romain Ruffenach         | 4 septembre 1994  | France -20       | Biarritz olympique          | 2025      | ✔️   |
| Deuxième ligne   | Hugo Auradou             | 20 juillet 2003   | France           | Stade montois               | 2028      | ✔️   |
| Deuxième ligne   | Mickaël Capelli          | 18 mars 1997      | France -20       | Montpellier HR              | 2027 (+1) | ✔️   |
| Deuxième ligne   | Thomas Jolmès            | 8 octobre 1995    | France           | Union Bordeaux Bègles       | 2026 (+1) | ✔️   |
| Deuxième ligne   | Jimi Maximin             | 3 avril 1999      | -                | Rouen NR                    | 2025      | ✔️   |
| Deuxième ligne   | Rémi Picquette           | 23 février 1995   | -                | Stade rochelais             | 2028      | ✔️   |
| Troisième ligne  | Loïc Crédoz              | 17 mai 1999       | -                | Oyonnax Rugby               | 2026      | ✔️   |
| Troisième ligne  | Beka Gorgadze            | 8 février 1996    | Géorgie          | Union Bordeaux Bègles       | 2025      | ✔️   |
| Troisième ligne  | Thibaut Hamonou          | 10 mars 2000      | France -20       | Stade toulousain            | 2025      | ✔️   |
| Troisième ligne  | Reece Hewat              | 25 septembre 1997 | Australie -20    | Stade aurillacois           | 2026      | ✔️   |
| Troisième ligne  | Joel Kpoku               | 22 juin 1999      | Angleterre -18   | Lyon OU                     | 2027      | ❌   |
| Troisième ligne  | Lekima Tagitagivalu      | 4 décembre 1995   | Fidji            | Stade aurillacois           | 2025      | ✔️   |
| Troisième ligne  | Paulo Tauiliili-Pelesasa | 8 février 2005    | -                | Trinity Grammar School (en) | 2025      | ❌   |
| Troisième ligne  | Mehdi Tlili              | 17 août 2004      | France -20       | RC Massy                    | 2025      | ✔️   |
| Troisième ligne  | Luke Whitelock           | 29 janvier 1991   | Nouvelle-Zélande | Highlanders                 | 2024      | ❌   |
| Troisième ligne  | Sacha Zegueur            | 21 juin 1999      | France -20       | Oyonnax Rugby               | 2027      | ✔️   |
| Demi de mêlée    | Thibault Daubagna        | 20 mai 1994       | France -20       | Formé au club               | 2026      | ✔️   |
| Demi de mêlée    | Dan Robson               | 14 mars 1992      | Angleterre       | Wasps                       | 2025      | ❌   |
| Demi de mêlée    | Thomas Souverbie         | 28 juin 2004      | France -20       | Avenir de Bizanos           | 2025      | ✔️   |
| Demi d'ouverture | Axel Desperes            | 16 janvier 2004   | France -20       | Nord Béarn XV               | 2026      | ✔️   |
| Demi d'ouverture | Clément Mondinat         | 29 octobre 2003   | France -20       | Stado Tarbes PR             | 2027      | ✔️   |
| Demi d'ouverture | Joe Simmonds             | 19 décembre 1996  | Angleterre -20   | Exeter Chiefs               | 2025      | ❌   |
| Centre           | Fabien Brau-Boirie       | 19 décembre 2005  | France -20       | Stado Tarbes PR             | 2026      | ✔️   |
| Centre           | Nathan Decron            | 17 février 1998   | France -20       | SU Agen                     | 2027      | ✔️   |
| Centre           | Émilien Gailleton        | 13 juillet 2003   | France           | SU Agen                     | 2026      | ✔️   |
| Centre           | Olivier Klemenczak       | 1er juin 1996     | France à sept    | Racing 92                   | 2026      | ✔️   |
| Centre           | Tumua Manu               | 18 avril 1993     | Samoa            | Chiefs                      | 2024      | ❌   |
| Centre           | Eliott Roudil            | 30 octobre 1996   | France -20       | Stade rochelais             | 2024      | ✔️   |
| Ailier           | Grégoire Arfeuil         | 5 décembre 2004   | France -20       | US Lectoure                 | 2025      | ✔️   |
| Ailier           | Thomas Carol             | 17 janvier 2001   | France à sept    | Stade rochelais             | 2026      | ✔️   |
| Ailier           | Aaron Grandidier         | 18 mai 2000       | France à sept    | CA Brive                    | 2026      | ✔️   |
| Ailier           | Clément Laporte          | 7 janvier 1998    | France -20       | Lyon OU                     | 2027      | ✔️   |
| Ailier           | Aymeric Luc              | 14 octobre 1997   | -                | RC Toulon                   | 2026 (+1) | ✔️   |
| Arrière          | Théo Attissogbe          | 19 novembre 2004  | France           | Stade montois               | 2027      | ✔️   |
| Arrière          | Jack Maddocks            | 5 février 1997    | Australie        | Waratahs                    | 2025      | ❌   |

### Encadrement technique 2024-2025
| Nom                               | Staff Equipe Pro                                                          | Nationalité sportive |
| --------------------------------- | ------------------------------------------------------------------------- | -------------------- |
| Sébastien Piqueronies             | Manager                                                                   | France               |
| Thomas Choveau                    | Entraîneur de la touche, des ballons portés et de la défense après touche | France               |
| Geoffrey Lanne-Petit              | Entraîneur de l’attaque et des transitions                                | France               |
| Thomas Domingo                    | Entraîneur de la mêlée et des attitudes au contact                        | France               |
| Antoine Nicoud                    | Entraîneur de la défense et des transitions                               | France               |
| Briac Pouyé                       | Responsable analyse rugby                                                 | France               |
| Maxime Vogler                     | Analyste rugby                                                            | France               |
| Romain Bourdiol                   | Responsable de la performance                                             | France               |
| Rémi Cervantès Geoffrey Cottereau | Préparateur physique                                                      | France               |
| Sarah Bredon                      | Intervenante nutrition                                                    | France               |
| Gautier Pozo                      | Team manager                                                              | France               |
| Mathieu Belmonte                  | Intendant sportif                                                         | France               |
| André Artigues                    | Aide logistique                                                           | France               |

| Nom                                          | Staff médical               | Nationalité sportive |
| -------------------------------------------- | --------------------------- | -------------------- |
| Dr Antoine Henri                             | Médecin coordonnateur       | France               |
| Dr Philippe Pouget                           | Médecin                     | France               |
| Mathieu Vinegra                              | Kinésithérapeute-ostéopathe | France               |
| Camille Mahieu Adrian Roudiere Joanna Sainlo | Kinésithérapeute            | France               |

### Joueurs prêtés
| Poste     | Nom              | Âge              | Equipe nationale | Club de prêt | Contrat | JIFF |
| --------- | ---------------- | ---------------- | ---------------- | ------------ | ------- | ---- |
| Talonneur | Hayam El Bibouji | 13 décembre 2001 |                  | SU Agen      | 2025    | ✔️   |

### Capitaines

#### En Top 14
- 1re journée :  Beka Gorgadze
- 2e journée :  Beka Gorgadze
- 3e journée :  Thibault Daubagna
- 4e journée :  Beka Gorgadze
- 5e journée :  Beka Gorgadze
- 6e journée :  Beka Gorgadze
- 7e journée :  Émilien Gailleton
- 8e journée :  Thibault Daubagna
- 9e journée :  Thibault Daubagna
- 10e journée :  Thibault Daubagna
- 11e journée :  Émilien Gailleton
- 12e journée :  Émilien Gailleton
- 13e journée :  Beka Gorgadze
- 14e journée :  Beka Gorgadze
- 15e journée :  Beka Gorgadze
- 16e journée :  Luke Whitelock
- 17e journée :  Luke Whitelock
- 18e journée :  Luke Whitelock
- 19e journée :  Luke Whitelock
- 20e journée :  Luke Whitelock
- 21e journée :  Luke Whitelock
- 22e journée :  Luke Whitelock
- 23e journée :  Luke Whitelock
- 24e journée :  Luke Whitelock
- 25e journée :  Luke Whitelock
- 26e journée :  Beka Gorgadze

#### En Challenge Cup
- 1re journée :  Eliott Roudil
- 2e journée :  Eliott Roudil
- 3e journée :  Eliott Roudil
- 4e journée :  Eliott Roudil
- 5e journée :  Eliott Roudil

### Débuts professionnels
| Nom                   | Poste  | Date             | Adversaire                | Stade                  | Âge    | Compétition   | Matchs (points) |
| --------------------- | ------ | ---------------- | ------------------------- | ---------------------- | ------ | ------------- | --------------- |
| Fabien Brau-Boirie    | Centre | 23 novembre 2024 | Montpellier Hérault Rugby | GGL Stadium            | 18 ans | Top 14        | 15 (25)         |
| Alexandre Etchebehere | Pilier | 14 décembre 2024 | Lions                     | Emirates Airlines Park | 20 ans | Challenge Cup | 1 (0)           |
| Quentin Valentino     | Centre | 14 décembre 2024 | Lions                     | Emirates Airlines Park | 19 ans | Challenge Cup | 2 (0)           |

## Calendrier

### Préparation
| Vendredi 23 août 2024 | Section paloise | 26 - 42 | Union Bordeaux Bègles | Stade Maurice-Trélut, Tarbes |
| Vendredi 23 août 2024 | Essai(s) : Rey (8e, 13e), Brau-Boirie (62e), Souverbie (79e) Transformation(s) : Simmonds (14e), Daubagna (62e), Desperes (80e) |         | Essai(s) : Bielle-Biarrey (16e, 18e), Tapuai (49e), Janse van Rensburg (53e), Gardrat (56e), Nguimbous (71e) Transformation(s) : Jalibert (17e, 19e), Carbery (50e, 53e, 56e, 72e) | Stade Maurice-Trélut, Tarbes |
| Vendredi 23 août 2024 | |         | | Stade Maurice-Trélut, Tarbes |

| Vendredi 30 août 2024 | Stade rochelais | 25 - 28 | Section paloise | Stade Marcel-Deflandre, La Rochelle |
| Vendredi 30 août 2024 |                 |         |                 | Stade Marcel-Deflandre, La Rochelle |
| Vendredi 30 août 2024 |                 |         |                 | Stade Marcel-Deflandre, La Rochelle |

### Top 14
| Date du match     | Heure | Domicile              | Extérieur             | Score   | Lieu du match          | Diffusion TV | Catégorie             | Classement |
| ----------------- | ----- | --------------------- | --------------------- | ------- | ---------------------- | ------------ | --------------------- | ---------- |
| 7 septembre 2024  | 16h30 | ASM Clermont          | Section paloise       | 39 - 7  | Stade Marcel-Michelin  | Canal+ Live  | 1re journée de Top 14 | 14e        |
| 14 septembre 2024 | 16h30 | Section paloise       | Aviron bayonnais      | 51 - 29 | Stade du Hameau        | Canal+ Live  | 2e journée de Top 14  | 9e         |
| 21 septembre 2024 | 16h30 | Stade rochelais       | Section paloise       | 49 - 25 | Stade Marcel-Deflandre | Canal+ Live  | 3e journée de Top 14  | 12e        |
| 28 septembre 2024 | 21h05 | Section paloise       | Stade français Paris  | 30 - 16 | Stade du Hameau        | Canal+       | 4e journée de Top 14  | 8e         |
| 5 octobre 2024    | 16h30 | USA Perpignan         | Section paloise       | 11 - 10 | Stade Aimé-Giral       | Canal+ Live  | 5e journée de Top 14  | 8e         |
| 12 octobre 2024   | 16h30 | Section paloise       | Castres olympique     | 33 - 26 | Stade du Hameau        | Canal+ Live  | 6e journée de Top 14  | 6e         |
| 19 octobre 2024   | 21h05 | Section paloise       | Stade toulousain      | 14 - 22 | Stade du Hameau        | Canal+       | 7e journée de Top 14  | 9e         |
| 26 octobre 2024   | 14h30 | Union Bordeaux Bègles | Section paloise       | 19 - 6  | Stade Chaban-Delmas    | Canal+ Sport | 8e journée de Top 14  | 10e        |
| 2 novembre 2024   | 16h30 | Section paloise       | Racing 92             | 23 - 33 | Stade du Hameau        | Canal+ Live  | 9e journée de Top 14  | 12e        |
| 23 novembre 2024  | 16h30 | Montpellier HR        | Section paloise       | 30 - 3  | GGL Stadium            | Canal+ Live  | 10e journée de Top 14 | 13e        |
| 30 novembre 2024  | 16h30 | Section paloise       | Lyon OU               | 29 - 15 | Stade du Hameau        | Canal+ Live  | 11e journée de Top 14 | 10e        |
| 21 décembre 2024  | 16h30 | RC Toulon             | Section paloise       | 56 - 25 | Stade Mayol            | Canal+ Live  | 12e journée de Top 14 | 13e        |
| 28 décembre 2024  | 14h00 | Section paloise       | RC Vannes             | 48 - 24 | Stade du Hameau        | Canal+       | 13e journée de Top 14 | 10e        |
| 4 janvier 2025    | 16h30 | Castres olympique     | Section paloise       | 24 - 19 | Stade Pierre-Fabre     | Canal+ Live  | 14e journée de Top 14 | 11e        |
| 25 janvier 2025   | 16h00 | Section paloise       | ASM Clermont          | 20 - 14 | Stade du Hameau        | Canal+ Live  | 15e journée de Top 14 | 10e        |
| 15 février 2025   | 16h30 | Stade français Paris  | Section paloise       | 39 - 37 | Stade Jean-Bouin       | Canal+ Sport | 16e journée de Top 14 | 11e        |
| 22 février 2025   | 16h30 | Section paloise       | USA Perpignan         | 23 - 6  | Stade du Hameau        | Canal+ Sport | 17e journée de Top 14 | 10e        |
| 1er mars 2025     | 16h30 | Racing 92             | Section paloise       | 29 - 47 | Paris La Défense Arena | Canal+ Sport | 18e journée de Top 14 | 10e        |
| 22 mars 2025      | 16h30 | Section paloise       | Montpellier HR        | 40 - 38 | Stade du Hameau        | Canal+ Live  | 19e journée de Top 14 | 7e         |
| 29 mars 2025      | 14h30 | Stade toulousain      | Section paloise       | 55 - 10 | Stade Ernest-Wallon    | Canal+ Sport | 20e journée de Top 14 | 9e         |
| 19 avril 2025     | 14h30 | Section paloise       | Union Bordeaux Bègles | 22 - 26 | Stade du Hameau        | Canal+ Sport | 21e journée de Top 14 | 10e        |
| 26 avril 2025     | 16h30 | Aviron bayonnais      | Section paloise       | 27 - 22 | Stade d'Anoeta         | Canal+ Live  | 22e journée de Top 14 | 11e        |
| 10 mai 2025       | 16h30 | Lyon OU               | Section paloise       | 27 - 29 | Matmut Stadium         | Canal+ Sport | 23e journée de Top 14 | 10e        |
| 17 mai 2025       | 16h30 | Section paloise       | RC Toulon             | 25 - 21 | Stade du Hameau        | Canal+ Live  | 24e journée de Top 14 | 9e         |
| 31 mai 2025       | 16h30 | RC Vannes             | Section paloise       | 26 - 52 | Stade de La Rabine     | Canal+ Live  | 25e journée de Top 14 | 8e         |
| 7 juin 2025       | 21h05 | Section paloise       | Stade rochelais       | 32 - 18 | Stade du Hameau        | Canal+ Live  | 26e journée de Top 14 | 8e         |

### Challenge Cup

#### Phase de poules
| Date du match    | Domicile        | Extérieur         | Score   | Lieu du match          | Catégorie                       | Diffusion TV           | Classement (pts) |
| ---------------- | --------------- | ----------------- | ------- | ---------------------- | ------------------------------- | ---------------------- | ---------------- |
| 8 décembre 2024  | Section paloise | Newcastle Falcons | 32 - 19 | Stade du Hameau        | 1re journée de la Challenge Cup | France 3 beIN Sports 2 | 2e (5 pts)       |
| 14 décembre 2024 | Lions           | Section paloise   | 43 - 35 | Emirates Airlines Park | 2e journée de la Challenge Cup  | beIN Sports Max 8      | 2e (6 pts)       |
| 12 janvier 2025  | Dragons RFC     | Section paloise   | 15 - 24 | Rodney Parade          | 3e journée de la Challenge Cup  | beIN Sports Max 4      | 2e (10 pts)      |
| 18 janvier 2025  | Section paloise | Ospreys           | 28 - 31 | Stade du Hameau        | 4e journée de la Challenge Cup  | beIN Sports 3          | 3e (12 pts)      |

#### Détail des matchs de la phase de poules
| J1 Dimanche 8 décembre 2024 14 h 0 | Section paloise (bo) | 32 - 19 (11 - 7) | Newcastle Falcons | Stade du Hameau, Pau 8 675 spectateurs Arbitre : Franco Rosella |
| J1 Dimanche 8 décembre 2024 14 h 0 | Essai(s) : Grandidier-Nkanang (17e), Maximin (53e), Delhommel (64e), Roudil (80e) Transformation(s) : Desperes (53e, 64e, 80e) Pénalité(s) : Desperes (9e, 35e) |                  | Essai(s) : Fletcher (en) (13e, 43e), Lockwood (58e) Transformation(s) : Wilkinson (en) (14e), Connon (en) (60e) Carton(s) jaune(s) : Stevenson (en) (52e) | Stade du Hameau, Pau 8 675 spectateurs Arbitre : Franco Rosella |
| J1 Dimanche 8 décembre 2024 14 h 0 | |                  | | Stade du Hameau, Pau 8 675 spectateurs Arbitre : Franco Rosella |

| J2 Samedi 14 décembre 2024 16 h 15 | Lions (bo) | 43 - 35 (19 - 16) | Section paloise (bo) | Emirates Airline Park, Johannesbourg 2 042 spectateurs Arbitre : Anthony Woodthorpe |
| J2 Samedi 14 décembre 2024 16 h 15 | Essai(s) : van der Merwe (12e), van den Berg (20e), Botha (en) (40e), de pénalité (49e), J.Schoeman (en) (53e), R.Schoeman (en) (61e) Transformation(s) : Wolhuter (en) (13e, 21e, 54e, 62e), de pénalité (49e) Pénalité(s) : Wolhuter (70e) Carton(s) jaune(s) : Mafura (71e) |                   | Essai(s) : Jooste (9e), Desperes (44e), Ruffenach (63e), Bouhier (75e) Transformation(s) : Desperes (10e, 45e, 76e) Pénalité(s) : Desperes (16e, 24e, 38e) Carton(s) jaune(s) : Arfeuil (48e), Tagitagivalu (49e) | Emirates Airline Park, Johannesbourg 2 042 spectateurs Arbitre : Anthony Woodthorpe |
| J2 Samedi 14 décembre 2024 16 h 15 | |                   | | Emirates Airline Park, Johannesbourg 2 042 spectateurs Arbitre : Anthony Woodthorpe |

| J3 Dimanche 12 janvier 2025 16 h 15 | Dragons RFC                                                                                                 | 15 - 24 (8 - 9) | Section paloise | Rodney Parade, Newport 4 009 spectateurs Arbitre : Aimee Barrett-Theron |
| J3 Dimanche 12 janvier 2025 16 h 15 | Essai(s) : Wainwright (38e), Dyer (78e) Transformation(s) : L.Evans (en) (78e) Pénalité(s) : L. Evans (14e) |                 | Essai(s) : Mondinat (54e), Jooste (64e) Transformation(s) : Desperes (54e) Pénalité(s) : Desperes (12e, 24e, 29e, 48e) Carton(s) jaune(s) : Hamonou (3e), Attissogbe (77e) | Rodney Parade, Newport 4 009 spectateurs Arbitre : Aimee Barrett-Theron |
| J3 Dimanche 12 janvier 2025 16 h 15 | |                 | | Rodney Parade, Newport 4 009 spectateurs Arbitre : Aimee Barrett-Theron |

| J4 Samedi 18 janvier 2025 14 h 0 | Section paloise (bo, bd) | 28 - 31 (14 - 7) | Ospreys (bo) | Stade du Hameau, Pau 6 974 spectateurs Arbitre : Federico Vedovelli |
| J4 Samedi 18 janvier 2025 14 h 0 | Essai(s) : Attissogbe (8e), Brau-Boirie (38e), de pénalité (65e), Roudil (69e) Transformation(s) : Desperes (8e, 38e, 69e), de pénalité (65e) Carton(s) jaune(s) : Arfeuil (44e) |                  | Essai(s) : Conbeer (en) (15e), Boshoff (en) (45e), Morgan (55e), L.Davies (en) (76e) Transformation(s) : Edwards (15e, 45e, 74e) | Stade du Hameau, Pau 6 974 spectateurs Arbitre : Federico Vedovelli |
| J4 Samedi 18 janvier 2025 14 h 0 | |                  | | Stade du Hameau, Pau 6 974 spectateurs Arbitre : Federico Vedovelli |

#### Classement de la phase de poules
| Rang | Club              | J | V | N | D | Bo | Bd | Pm  | Pe  | Diff | Pts |
| ---- | ----------------- | - | - | - | - | -- | -- | --- | --- | ---- | --- |
| 1    | Montpellier HR    | 4 | 4 | 0 | 0 | 3  | 0  | 131 | 41  | +90  | 19  |
| 2    | Ospreys           | 4 | 3 | 0 | 1 | 3  | 0  | 111 | 116 | -5   | 15  |
| 3    | Section paloise   | 4 | 2 | 0 | 2 | 3  | 1  | 119 | 108 | +11  | 12  |
| 4    | Lions             | 4 | 2 | 0 | 2 | 2  | 0  | 122 | 103 | +19  | 10  |
| 5    | Dragons RFC       | 4 | 1 | 0 | 3 | 0  | 1  | 61  | 116 | -55  | 5   |
| 6    | Newcastle Falcons | 4 | 0 | 0 | 4 | 0  | 0  | 55  | 115 | -60  | 0   |

#### Phases finales
| 8e de finale Vendredi 4 avril 2025 21 h 0 | Section paloise | 24 - 49 (10 - 28) | Bath Rugby | Stade du Hameau, Pau 6 816 spectateurs Arbitre : Hollie Davidson |
| 8e de finale Vendredi 4 avril 2025 21 h 0 | Essai(s) : Tuipulotu (27e), Brau-Boirie (62e, 69e) Transformation(s) : Desperes (27e, 62e, 69e) Pénalité(s) : Desperes (20e) |                   | Essai(s) : Muir (2e), Cokanasiga (22e), Obano (30e), Bayliss (35e), Dunn (43e), McConnochie (57e), Reid (72e) Transformation(s) : Donoghue (2e, 22e, 30e, 35e, 43e, 57e, 72e) Carton(s) rouge(s) : Underhill (56e) | Stade du Hameau, Pau 6 816 spectateurs Arbitre : Hollie Davidson |
| 8e de finale Vendredi 4 avril 2025 21 h 0 | |                   | | Stade du Hameau, Pau 6 816 spectateurs Arbitre : Hollie Davidson |

## Statistiques

### En Top 14

#### Meilleurs réalisateurs
| Rang | Joueur                   | Poste            | Points | Essais | Transf. | Pén. | Drops |
| ---- | ------------------------ | ---------------- | ------ | ------ | ------- | ---- | ----- |
| 1    | Joe Simmonds             | Demi d'ouverture | 255    | 3      | 51      | 43   | 3     |
| 2    | Thibault Daubagna        | Demi de mêlée    | 56     | 5      | 2       | 9    | -     |
| 3    | Émilien Gailleton        | Centre           | 55     | 11     | -       | -    | -     |
| 4    | Axel Desperes            | Demi d'ouverture | 45     | 1      | 5       | 10   | -     |
| 5    | Théo Attissogbe          | Ailier           | 25     | 5      | -       | -    | -     |
| -    | Aaron Grandidier-Nkanang | Ailier           | 25     | 5      | -       | -    | -     |
| -    | Jack Maddocks            | Arrière          | 25     | 5      | -       | -    | -     |
| 8    | Aymeric Luc              | Arrière          | 20     | 4      | -       | -    | -     |
| 9    | Beka Gorgadze            | Troisième ligne  | 15     | 3      | -       | -    | -     |
| -    | Rémi Picquette           | Deuxième ligne   | 15     | 3      | -       | -    | -     |
| -    | Romain Ruffenach         | Talonneur        | 15     | 3      | -       | -    | -     |
| 12   | Fabien Brau-Boirie       | Centre           | 10     | 2      | -       | -    | -     |
| -    | Reece Hewat              | Troisième ligne  | 10     | 2      | -       | -    | -     |
| -    | Tumua Manu               | Centre           | 10     | 2      | -       | -    | -     |
| -    | Jimi Maximin             | Deuxième ligne   | 10     | 2      | -       | -    | -     |
| -    | Lucas Rey                | Talonneur        | 10     | 2      | -       | -    | -     |
| 17   | Daniel Bibi Biziwu       | Pilier           | 5      | 1      | -       | -    | -     |
| -    | Thomas Jolmès            | Deuxième ligne   | 5      | 1      | -       | -    | -     |
| -    | Lekso Kaulashvili        | Pilier           | 5      | 1      | -       | -    | -     |
| -    | Clément Laporte          | Ailier           | 5      | 1      | -       | -    | -     |
| -    | Clément Mondinat         | Demi d'ouverture | 5      | 1      | -       | -    | -     |
| -    | Guram Papidze            | Pilier           | 5      | 1      | -       | -    | -     |
| -    | Dan Robson               | Demi de mêlée    | 5      | 1      | -       | -    | -     |
| -    | Thomas Souverbie         | Demi de mêlée    | 5      | 1      | -       | -    | -     |
| -    | Lekima Tagitagivalu      | Troisième ligne  | 5      | 1      | -       | -    | -     |
| -    | Carwyn Tuipulotu         | Troisième ligne  | 5      | 1      | -       | -    | -     |
| -    | Harry Williams           | Pilier           | 5      | 1      | -       | -    | -     |
| -    | Sacha Zegueur            | Troisième ligne  | 5      | 1      | -       | -    | -     |

#### Meilleurs marqueurs
| Rang | Joueur                   | Poste            | Essais |
| ---- | ------------------------ | ---------------- | ------ |
| 1    | Émilien Gailleton        | Centre           | 11     |
| 2    | Théo Attissogbe          | Ailier           | 5      |
| 3    | Thibault Daubagna        | Demi de mêlée    | 5      |
| -    | Aaron Grandidier-Nkanang | Ailier           | 5      |
| -    | Jack Maddocks            | Arrière          | 5      |
| 6    | Aymeric Luc              | Arrière          | 4      |
| 7    | Beka Gorgadze            | Troisième ligne  | 3      |
| -    | Rémi Picquette           | Deuxième ligne   | 3      |
| -    | Romain Ruffenach         | Talonneur        | 3      |
| -    | Joe Simmonds             | Demi d'ouverture | 3      |
| 11   | Fabien Brau-Boirie       | Centre           | 2      |
| -    | Reece Hewat              | Troisième ligne  | 2      |
| -    | Tumua Manu               | Centre           | 2      |
| -    | Jimi Maximin             | Deuxième ligne   | 2      |
| -    | Lucas Rey                | Talonneur        | 2      |
| 16   | Daniel Bibi Biziwu       | Pilier           | 1      |
| -    | Axel Desperes            | Demi d'ouverture | 1      |
| -    | Thomas Jolmès            | Deuxième ligne   | 1      |
| -    | Lekso Kaulashvili        | Pilier           | 1      |
| -    | Clément Laporte          | Ailier           | 1      |
| -    | Clément Mondinat         | Demi d'ouverture | 1      |
| -    | Guram Papidze            | Pilier           | 1      |
| -    | Dan Robson               | Demi de mêlée    | 1      |
| -    | Thomas Souverbie         | Demi de mêlée    | 1      |
| -    | Lekima Tagitagivalu      | Troisième ligne  | 1      |
| -    | Carwyn Tuipulotu         | Troisième ligne  | 1      |
| -    | Harry Williams           | Pilier           | 1      |
| -    | Sacha Zegueur            | Troisième ligne  | 1      |

### En Challenge Cup

#### Meilleurs réalisateurs
| Rang | Joueur                   | Poste            | Points | Essais | Transf. | Pén. | Drops |
| ---- | ------------------------ | ---------------- | ------ | ------ | ------- | ---- | ----- |
| 1    | Axel Desperes            | Demi d'ouverture | 61     | 1      | 13      | 10   | -     |
| 2    | Fabien Brau-Boirie       | Centre           | 10     | 2      | -       | -    | -     |
| -    | Dan Jooste               | Talonneur        | 10     | 2      | -       | -    | -     |
| -    | Eliott Roudil            | Centre           | 10     | 2      | -       | -    | -     |
| 4    | Théo Attissogbe          | Ailier           | 5      | 1      | -       | -    | -     |
| -    | Josselin Bouhier         | Troisième ligne  | 5      | 1      | -       | -    | -     |
| -    | Fabien Brau-Boirie       | Centre           | 5      | 1      | -       | -    | -     |
| -    | Youri Delhommel          | Talonneur        | 5      | 1      | -       | -    | -     |
| -    | Aaron Grandidier-Nkanang | Ailier           | 5      | 1      | -       | -    | -     |
| -    | Jimi Maximin             | Deuxième ligne   | 5      | 1      | -       | -    | -     |
| -    | Clément Mondinat         | Arrière          | 5      | 1      | -       | -    | -     |
| -    | Romain Ruffenach         | Talonneur        | 5      | 1      | -       | -    | -     |
| -    | Carwyn Tuipulotu         | Troisième ligne  | 5      | 1      | -       | -    | -     |

#### Meilleurs marqueurs
| Rang | Joueur                   | Poste            | Essais |
| ---- | ------------------------ | ---------------- | ------ |
| 1    | Fabien Brau-Boirie       | Centre           | 2      |
| -    | Dan Jooste               | Talonneur        | 2      |
| -    | Eliott Roudil            | Centre           | 2      |
| 4    | Théo Attissogbe          | Ailier           | 1      |
| -    | Josselin Bouhier         | Troisième ligne  | 1      |
| -    | Fabien Brau-Boirie       | Centre           | 1      |
| -    | Youri Delhommel          | Talonneur        | 1      |
| -    | Axel Desperes            | Demi d'ouverture | 1      |
| -    | Aaron Grandidier-Nkanang | Ailier           | 1      |
| -    | Jimi Maximin             | Deuxième ligne   | 1      |
| -    | Clément Mondinat         | Arrière          | 1      |
| -    | Romain Ruffenach         | Talonneur        | 1      |
| -    | Carwyn Tuipulotu         | Troisième ligne  | 1      |

## Sélections internationales

### Jeunes
En novembre 2024, Gabriel Elissalde et Quentin Valentino sont retenus avec l'équipe de France des moins de 20 ans développement.
En janvier 2025, Fabien Brau-Boirie est retenu avec l'équipe de France des moins de 20 ans pour préparer le Tournoi des Six Nations.

### Séniors
| Joueur            | Poste                  | Pays      | Compétitions            | Compétitions | Compétitions | Compétitions              | Sélections (points) |
| Joueur            | Poste                  | Pays      | Rugby Championship 2024 | Test matchs  | Tournoi 2025 | Championnat d'Europe 2025 | Sélections (points) |
| ----------------- | ---------------------- | --------- | ----------------------- | ------------ | ------------ | ------------------------- | ------------------- |
| Hugo Auradou      | Deuxième ligne         | France    |                         | Non          | Oui          |                           | 4 (0)               |
| Théo Attissogbe   | Ailier                 | France    |                         | Oui          | Oui          |                           | 3 (15)              |
| Émilien Gailleton | Centre                 | France    |                         | Oui          | Oui          |                           | 4 (10)              |
| Ignacio Calles    | Pilier                 | Argentine | Oui                     | Oui          |              |                           | 5 (0)               |
| Beka Gorgadze     | Troisième ligne centre | Géorgie   |                         | Non          |              | Oui                       | 3 (0)               |
| Jon Zabala        | Pilier                 | Espagne   |                         | Oui          |              | Oui                       | 2 (0)               |

### Rugby à sept
Fin novembre 2024, Grégoire Arfeuil est retenu avec l'équipe de France à sept pour participer à la 1re étape du SVNS à Dubaï. Fin février 2025, il est retenu pour participer à la 4e étape du SVNS à Vancouver. En avril, il est retenu pour l'étape de Singapour.
Fin janvier 2025, Josselin Bouhier est retenu avec l'équipe de France à sept pour participer à la 3e étape du SVNS à Perth. En avril, il est retenu pour l'étape de Singapour.

## Supersevens
La saison 2024 du Supersevens se déroule au mois d'août 2024 et la finale le 1er février 2025.

### Étape de Mont-de-Marsan
La 1re étape se déroule le samedi 17 août 2024 au stade André-et-Guy-Boniface de Mont-de-Marsan.
Geoffrey Lanne-Petit cède sa place à Gary Varlet pour manager la formation septiste paloise et pour cette étape, il convoque :
- Gabriel Elissalde
- Will Maddocks
- Clément Tisnerat
- Mehdi Tlili
- Toshi Butlin
- Hugo Barraqué
- Reece Hewat
- Macarius Pereira
- Clément Mondinat
- Alexis Bérot
- Josselin Bouhier
- Matthieu Piperol
- Grégoire Arfeuil
- Romain Lauga

Lors de son premier match, la Section paloise Sevens s'impose facilement face à l'Aviron bayonnais Sevens sur le score de 38 à 7. En quart de finale, les palois s'inclinent face à l'Union Bordeaux Bègles Sevens sur le score de 7 à 12 et sont éliminés du tableau principal. Pour le match de classement, les Palois s'imposent 15 à 14 face au Castres olympique Sevens et termine à la 5e place du tournoi.

### Étape de La Rochelle
La 2e étape se déroule le samedi 24 août 2024 au stade Marcel-Deflandre de La Rochelle.
Pour cette étape, Gary Varlet convoque :
- Gabriel Elissalde
- Will Maddocks
- Clément Tisnerat
- Jean-Baptiste Périsssé
- Mehdi Tlili
- Toshi Butlin
- Hugo Barraqué
- Macarius Pereira
- Clément Mondinat
- Alexis Bérot
- Josselin Bouhier
- Matthieu Piperol
- Romain Lauga
- Quentin Valentino

La Section paloise Sevens s'impose 22 à 7 pour son entrée dans le tournoi face à l'ASM Clermont Sevens. En quart de finale, les Palois s'imposent 24 à 7 face au Montpellier HR Sevens. L'aventure s'arrête en demi-finale avec une lourde défaite, 7 à 33, face à Monaco Rugby Sevens. Pour la troisième place, la Section s'impose face au Stade français Sevens sur le score de 29 à 14. Les Palois terminent 3e du tournoi.[réf. nécessaire]

### Étape de Pau
La 3e étape se déroule le samedi 31 août 2024 au stade du Hameau de Pau.
Pour cette étape, Gary Varlet convoque :
- Thomas Souverbie
- Gabriel Elissalde
- Will Maddocks
- Clément Tisnerat
- Nisié Huyard
- Jean-Baptiste Périsssé
- Toshi Butlin
- Hugo Barraqué
- Macarius Pereira
- Alexis Bérot
- Josselin Bouhier
- Grégoire Arfeuil
- Romain Lauga
- Quentin Valentino
- Romain Fonnicola

Pour son premier match de la journée, les Palois s'imposent 36 à 14 face au Stade rochelais Sevens. En quart, victoire face à l'Union Bordeaux Bègles Sevens, 17 à 12. En demi, nouvelle victoire sur le score de 36 à 7 face au RC Vannes Sevens. Mais en finale, la Section paloise Sevens s'incline de peu, 15 à 17, face à Monaco Rugby Sevens. Les Palois se classent 2e du tournoi.

### Classement final
| Position          | 1er | 2e | 3e | 4e | 5e | 6e | 7e | 8e | 9e | 10e | 11e | 12e | 13e | 14e | 15e | 16e |
| Points par étapes | 20  | 18 | 16 | 14 | 12 | 11 | 10 | 9  | 8  | 7   | 6   | 5   | 4   | 3   | 2   | 1   |

- Qualifié pour l'étape finale
- T : Tenant du titre
- en gras : vainqueurs d’un tournoi et directement qualifiées pour la finale

| Classement général | Classement général    | Classement général | Classement général | Classement général | Classement général |
| Rang               | Équipes               | Mont-de-Marsan     | La Rochelle        | Pau                | Total points       |
| ------------------ | --------------------- | ------------------ | ------------------ | ------------------ | ------------------ |
| 1                  | Monaco Rugby Sevens   | 16                 | 18                 | 20                 | 54                 |
| 2                  | Union Bordeaux Bègles | 20                 | 20                 | 12                 | 52                 |
| 3                  | Section paloise       | 12                 | 16                 | 18                 | 46                 |
| 4                  | Racing 92             | 18                 | 3                  | 11                 | 32                 |
| 5                  | RC Vannes             | 7                  | 7                  | 16                 | 30                 |
| 6                  | Stade toulousain      | 14                 | 2                  | 14                 | 30                 |
| 7                  | Montpellier HR        | 10                 | 9                  | 9                  | 28                 |
| 8                  | Barbarians français T | 8                  | 11                 | 8                  | 27                 |
| 9                  | USA Perpignan         | 5                  | 12                 | 7                  | 24                 |
| 10                 | Stade rochelais       | 11                 | 6                  | 4                  | 21                 |
| 11                 | Castres olympique     | 9                  | 10                 | 2                  | 21                 |
| 12                 | Stade français Paris  | 1                  | 14                 | 6                  | 21                 |
| 13                 | RC Toulon             | 6                  | 4                  | 10                 | 20                 |
| 14                 | ASM Clermont          | 4                  | 8                  | 3                  | 15                 |
| 15                 | Lyon OU               | 3                  | 5                  | 5                  | 13                 |
| 16                 | Aviron bayonnais      | 2                  | 1                  | 1                  | 4                  |

En terminant troisième du classement général, les palois se qualifient pour la finale.

### Étape finale
L'étape finale se déroule le 1er février 2025 à la Paris La Défense Arena à Nanterre.
Pour cette étape, Gary Varlet convoque :
- Thomas Souverbie
- Aaron Grandidier-Nkanang
- Aymeric Luc
- Thomass Bidabé
- Nisié Huyard
- Toshi Butlin
- Lekima Tagitagivalu
- Clément Mondinat
- Josselin Bouhier
- Grégoire Arfeuil
- Romain Lauga
- Thibaut Hamonou
- Axel Desperes
- Romain Fonnicola

En quart de finale, la Section paloise sevens s'impose facilement 33 à 5 face au Stade toulousain sevens. En demi-finale, la Section paloise sevens s'impose face à l'UBB sevens sur le score de 22 à 17. Les Palois retrouvent la finale pour la quatrième fois. En finale, les Béarnais s'inclinent 19 à 21 face aux Barbarians français sevens. L'équipe finit vice-championne de France du Supersevens pour la quatrième fois en cinq éditions de cette compétition.[réf. nécessaire]